# Vetenskapsåret 1992

## Händelser

### Astronomiochrymdfart
- 24 mars - Dirk Frimout blir förste belgaren i rymden.
- 15 juni - En partiell månförmörkelse inträffar [1].
- 30 juni - En total solförmörkelse är från Jorden synlig i Sydatlanten [1].
- 6 oktober - Den svenska forskningssatelliten Freja sänds upp.
- 10 december - En total månförmörkelse inträffar [1].
- Okänt datum -  Asteroiden 5751 Zao upptäcks av Masahiro Koishikawa.

## Pristagare
- Copleymedaljen: George Porter
- Darwinmedaljen: Motoo Kimura
- Davymedaljen: Alan Carrington
- De Morgan-medaljen: Albrecht Fröhlich
- Göran Gustafssonpriset:
  - Molekylär biologi: Thomas Edlund
  - Fysik: Joseph Nordgren
  - Kemi: Bengt Nordén
  - Matematik: Svante Janson
  - Medicin: Staffan Normark
- Ingenjörsvetenskapsakademien utdelar Stora guldmedaljen till Ingvar Kamprad
- Nobelpriset:[2]
  - Fysik: Georges Charpak
  - Kemi: Rudolph A. Marcus
  - Fysiologi/Medicin: Edmond H. Fischer, Edwin G. Krebs
- Steelepriset: Peter Lax, Jacques Dixmier, James Glimm
- Turingpriset: Butler Lampson
- Wollastonmedaljen: Martin Harold Phillips Bott [3]

## Avlidna
- 8 april – Daniel Bovet, italiensk farmakolog, nobelpristagare.
- 20 april – Peter Mitchell, brittisk biokemist, nobelpristagare.
- 2 september – Barbara McClintock, amerikansk genetiker, nobelpristagare.